# かに座イータ星
かに座η星（かにざイータせい、η Cancri、η Cnc）は、かに座の恒星である。暗いが肉眼で見える恒星で、見かけの等級は5.33である。年周視差の測定に基づいて太陽からの距離を計算すると、約318光年となる。大きく離れた褐色矮星質量の星と、連星をなすと考えられる。

## 特徴
かに座η星は橙色に輝く赤色巨星で、スペクトル型はK3 IIIと分類される。主系列段階を過ぎて巨星へと進化しており、年齢は22億から61億年の範囲にあるとみられる。質量は太陽の1.4倍程度、半径は太陽の16倍程度まで膨張している。光度は太陽のおよそ89倍、表面の有効温度は4,446 Kと推定される。
かに座η星では、太陽型振動が検出されていて、その振動周期は恒星内部の浮力の振動数に左右されるもので、水素殻燃焼と核ヘリウム燃焼を見分け、進化段階を細かく分類するのに使えると期待される。

### 星系
かに座η星から西に約164秒離れた位置にある、非常に暗い天体SDSS J083231.78+202700.0（SDSS 0832）は、その固有運動を調べた結果、かに座η星と共通していることがわかった。離角がとても大きく、仮に連星だとして連星間距離は15000 auも離れていることになるが、統計的に偶然連星であるかのようにみえた無関係の天体である可能性はほとんどなく、真に連星であると考えられ、元々のかに座η星はかに座η星A、伴天体はかに座η星Bと呼ばれる。
測光観測から推定されるかに座η星Bの特徴は、非常に低温で、質量の小さい星で、L3.5型に分類される褐色矮星とみられる。質量は木星の63から82倍程度、表面の有効温度はおよそ1800 Kと予想される。ただし、かに座η星Bの色指数は、この種の褐色矮星としては異常であるため、褐色矮星同士の連星である可能性も検討されており、その場合はL4型とT4型の2つの褐色矮星の連星であれば、観測をうまく説明できるとされている。
かに座η星Bは、巨星の周りで発見された6番目の褐色矮星だが、先に発見されていた5例は全て、主星から3 au以内の位置で、視線速度法によって発見されたもので、主星と視覚的に分離できているものとしては、かに座η星Bが史上初の例である。巨星と連星をなす褐色矮星で、主星の影響を受けずに褐色矮星だけを観測できる目標として、注目されている。

## 名称
中国ではかに座η星は、鬼宿（拼音: Guǐ Xiù）という星官を、かに座θ星、かに座γ星、かに座δ星と共に形成する。かに座η星自身は、鬼宿二（拼音: Guǐ Xiù èr）すなわち鬼宿の2番星と呼ばれる。